# Ivana Jordan
Ivana Jordan (7. juna 1977. u Beogradu) srpska je pevačica.

## Biografija
Rođena je 7. juna 1977. godine u Beogradu. Nižu muzičku školu „Josif Marinković“ i „Petar Konjović“, kao i Srednju muzičku školu „Josip Slavenski“ završila je u Beogradu. Diplomirala je na Fakultetu muzičke umetnosti u Beogradu. Od 1994. do 1997. godine radila kao muzički saradnik na TV Politika i radio Politika. Od 1995. do 1998. godine pisala je u magazinu Ana. Imala svoju stalnu rubriku „Teleks vesti“ gde je pisala o aktuelnim muzičkim događajima.
1999. godine je bila član benda Zdravka Čolića tokom turneje Kad bi moja bila. Iste godine je produkcijska kuća City records objavila Ivanin prvi album Svetlost i senke. 2000. godine je ponovo učestvovala na festivalu Beogradsko proleće i izvela je numeru Ne budite ga koja joj je donela drugu nagradu publike. 2001. godine je nastupila na Festivalu vojničkih pesama i koračnica. Otpevala je Duge noći i osvojila je drugo mesto. Usledio je Budvanski festival na kome je promovisala numeru Ti me osećaš. Uradila je singl Znam to i osećam i počela je da sarađuje sa italijanskim producentima. 2002. godine je snimila pesmu Corner of your eye u studiju Alberta Radijusa u Milanu.
2003. godine je dobila priznanje Mondo d’ amore od italijanske nacionalne televizije RAI. 2004. godine je RTV BK Telekom objavio Ivanin drugi album Dvobojne oči. Na Radijskom festivalu je dobila nagradu za iznenađenje godine. Komponovala je pesmu Čarobna noć za film Potera za sreć(k)om. 2005. godine je osvojila nagradu „Beogradski pobednik“, nagradu za kantautora godine, kao i nagradu za inostrani brake through.
2006. godine je učestvovala na Beoviziji i sa numerom Lazarica je osvojila treće mesto. Za PGP RTS je izdala CD pod nazivom Ovaj svet. 2007. godine se takmičila na Beoviziji sa pesmom Bomba i bila je četvrta. 2009. godine je završila album Tango među zvezdama. 2014. godine je sa Big bendom RTS-a snimila album Moj si život kojim je najavila povratak na muzičku scenu. 2016. godine je izbacila singl Priđi mi ti.
Bila je učesnica izbora za srpsku pesmu na Pesmi Evrovizije 2020. - Beovizije 2020. Nastupila je u drugom polufinalu sa pesmom Vila koju je sama i napisala. Bila je sedma u polufinalu sa 7 poena, što nije bilo dovoljno za finale.

### Karijera i priznanja
- 1998 - prvi javni nastup na festivalu „Beogradsko proleće“. Pesma sa kojom je nastupala „Stvorena da dobijam“, dobila je nagradu za aranžman i produkciju. Dragan Ilić i Igor Gostuški su autori aranžmana.
- 1998 - 1999 - na poziv Dragoljuba Đuričića bila je u bendu Zdravka Čolića na turneji „Kad bi moja bila“.
- 1999 - 2000 - prvi album „Svetlost i senke“, izdanje Siti Rekords.
- 2000 - festival „Beogradsko proleće“ sa pesmom „Ne budite ga“, druga nagrada publike
- 2001 - „Festival vojničkih pesama i koračnica“ sa pesmom „Duge noći“. Muziku je napisao Vojkan Borisavljević. Druga nagrada žirija.
- 2001 - Muzički festival „Budva“ sa pesmom „Ti me osećaš“.
- 2001 - Singl „Znam to i osećam“ i početak saradnje sa italijanskim producentima.
- Leto 2002 - pesma „Corner of your eye“ snimana u Italiji (Milano) u studiju Alberta Radijusa. Alberto je član italijanske grupe „Formula tre“ koja je bila popularna u Italiji 80-ih godina. Bio je i među najboljim gitaristima u Evropi tog vremena.
- 2003, april - Nastup na međunarodnom koncertu u Asiziju koji je organizovan i sniman u produkciji italijanske nacionalne televizije RAI. Dobija priznanje „Mondo d' amore“.
- 2004 - Album „Dvobojne oči“, izdanje RTV BK telekom.
- 2004 - Radijski festival u Beogradu, nagrada za iznenađenje godine.
- 2005 februar - Beovizija, dodela godišnjih nagrada - nagrada za kantautora godine.
- 2005 - nagrada „Beogradski pobednik“.
- 2005 april - na italijanskoj televiziji RAI. Intervju sa voditeljkom (Livia)i numera „Corner of your eye“. Studio 1 koji se nalazi u Rimu.
- 2005 - Radio „Perper“, nagrada za pesmu godine „Svetlo koje tražim“.
- 2005 april - Učestvuje kao maneken na reviji „Dan ITTIERE mode“ u organizaciji agencije „Fabrika“ i Vesne Mandić. Nosila model „GF Ferre“
- 2005 april - Melos estrada i „Jugoslovenski dani estrade“, nagrada za inostrani „brake through“.
- 2006 - Beovizija, 3. mesto i nagrada za najbolji scenski nastup sa pesmom „Lazarica“
- 2006 - Dani estrade - kantautor godine
- 2006 - Oskar popularnosti
- 2006 - festival „Sunčane Skale“, najbolja ženska interpretacija godine.
- 2006 - Pehar sa brdske trke na Lovćenu. Vozila je Pežo 206 CC sa sekvencijalnim menjačem. Snimila je i spot za remiks „Korak do tebe“ u kome su kadrovi sa ove trke.
- 2006 - novi album „Ovaj svet“, izdavačke kuće PGP RTS.
- 2007 - Beovizija, 4. mesto i nagrada za najbolji scenski nastup sa pesmom Bomba
- 2020 - Beovizija, sa pesmom Vila

## Studijski albumi
- 1999: Svetlost i senke
- 2004: Dvobojne oči
- 2007: Ovaj svet
- 2009: Tango među zvezdama

## Spoljašnje veze
- Ivana Jordan-Youtube Kanal
- Priđi mi ti
- Lazarica
- Svetlo koje tražim
- Pres konferencija Ivane Jordan
- Janjić, Stefan. Intervju sa Ivanom Jordan, Brod od papira, avgust 2009.